# Kristi Kirshe
Pas d'image ? Cliquez ici

a Compétitions nationales et continentales officielles uniquement.

b Matchs officiels uniquement.
Dernière mise à jour le 25 août 2024.
Kristi Kirshe, née le 14 octobre 1994 à Franklin (États-Unis), est une joueuse internationale américaine de rugby à sept.
Elle est médaillée de bronze lors du tournoi de rugby à sept des Jeux olympiques de 2024.

## Biographie
Née et élevée à Franklin dans le Massachusetts, Kristi Kirshe commence la pratique du football à l'âge de quatre ans. Ses parents sont d'anciens joueurs de football pour l'université Cornell. Étudiante du Williams College, elle établi le record du nombre de buts marqués en une saison et remporte le championnat national en 2015.
Après son diplôme, elle part s'installer à Boston pour travailler dans un cabinet d'avocat. Là, elle se tourne vers le rugby à sept à l'âge de 23 ans. À peine un an après avoir commencé la pratique du rugby, elle est invitée par la fédération américaine pour rejoindre l'équipe junior américaine pour la Hokkaido Governor's Cup en septembre 2018.
Elle fait ses débuts internationaux au sein de l'équipe des États-Unis de rugby à sept lors du tournoi d'Australie de rugby à sept 2019. Lors du tournoi, son équipe remporte la médaille de bronze et monte à la deuxième place mondiale, leur offrant une place pour les Jeux olympiques d'été de 2020. Lors des Jeux, l'équipe américaine est éliminée en quart de finale.
En 2022, elle est sélectionnée pour la Coupe du monde de rugby à sept où elle termine à la 4e place, battue lors du match pour la médaille de bronze par l'équipe de France.
Aux Jeux olympiques d'été de 2024, avec ses coéquipières, elles ramènent la première médaille en rugby à sept de l'histoire des États-Unis en battant l'équipe d'Australie dans le match pour la médaille de bronze du tournoi.